# Dansk (sprog)
 For alternative betydninger, se Dansk. (Se også artikler, som begynder med Dansk)
Dansk er et østnordisk sprog indenfor den germanske gren af den indoeuropæiske sprogfamilie. Det danske sprog tales af ca. seks millioner mennesker, hovedsageligt i Danmark, men også i Sydslesvig, på Færøerne og Grønland. Dansk er tæt beslægtet med norsk, svensk og islandsk, og sproghistorisk har dansk været stærkt påvirket af nedertysk.

## Udbredelse og status
Dansk bliver til tider kaldt Danmarks "officielle sprog", til trods for der ikke er nogen dansk lov der fastsætter dette,
:38 
det er altså et de facto nationalsprog. Lovgivningen og retten i Danmark foregår på dansk jf. Retsplejeloven, og Retskrivningsloven af 1997 beskriver den officielle retskrivning, målrettet offentlige myndigheder tillige med uddannelsesinstitutioner der i væsentlig grad støttes af staten.
I rigsfællesskabet har Færøerne foruden rigsdansk også færøsk som officielt sprog og i Grønland kan dansk anvendes i offentlige forhold. Dansk er også et af EUs officielle sprog.
I Island underviser skolerne i dansk som et obligatorisk fremmedsprog, og i Tyskland, hvor der er et dansk mindretal af ca. 50.000 personer, blev dansk et af Slesvigs officielle sprog i 2015.

## Historie
Dansk sproghistorie inddeles i en række perioder. Urnordisk betegner sproget omkring år 200-800 før dansk udviklede træk der adskilte det fra de andre nordiske sprog (derfor også kaldet fællesnordisk). Urnordisk kan underopdeles i ældre urnordisk om perioden år 200-600 og yngre urnordisk om år 600-800. Derefter følger opkomsten af olddansk (eller runedansk) som et selvstændigt sprog, og den betegnelse dækker perioden fra 800 til 1100 (alternativt 1050). Perioden 1100-1500 kaldes gammeldansk eller middeldansk og kan også underopdeles i en ældre (1100-1350) og yngre (1350-1500) periode. Nydansk er den nyeste periode og opdeles i ældre nydansk (1500-1700) og yngre nydansk (1700 til nutiden).

### Urnordisk (200-800)
Den urnordiske periode fandt sted ca. år 200-800. Tidligere blev betegnelsen oldnordisk brugt (b.a.) om urnordisk ud fra den forkerte ide at norrønt var identisk med det fællesnordiske grundsprog.
Det ældste runefund i Europa stammer fra en dansk lokalitet, Vimose, dateret til omkring år 160. Der er flere tidlige fund, men til forskel fra perioden for olddansk, eller runedansk, er det et sporadisk fundmateriale, og indtil ca. år 300 er der kun nogle hundreder runer ialt som er spredt over flertallige genstande. Herefter kendes en del flere indskrifter, men det drejer sig generelt om et eller kun få ord fra mange forskellige genstande.
De tidligste lokale arkæologiske artefakter der bærer korporeale vidnesbyrd om et sprog, er diverse køkkenredskaber af bronze med et latinsk manufaktur-stempel. Ligesom med runefundene kendes der fra den efterfølgende tid, indtil ca. år 400, også her en del flere inskriptioner.

### Olddansk (800-1100)
Urnordisk blev opsplittet i forskellige dialekter på grund af forandringer der muligvis begyndte så tidligt som 600-tallet. De fleste forandringer startede i Danmark og spredte sig evt. derfra til Sverige, Norge og Island. Opdelingen i vest- overfor østnordiske sprog skyldes at forandringerne ikke spredte sig til alle de nordiske sprog. Østnordisk (og dermed dansk) undergik ændringer hvor diftongerne blev til lange monoftonger, påvirket af den sidste vokals kvalitet i diftongen: urnordisk /ai/ > /e:/, /au/ > /ø:/, /ey/ > /ø:/. Ved år 1100 var ændringen gennemført i hele Denmark og det meste af Sverige og var også kommet til dele af det østlige Norge.

### Gammeldansk (1100-1500)
I gammeldansk blev sproget ramt af en række forandringer som gjorde dansk forskelligt fra svensk. I 1100-tallet blev ustemte lukkelyde stemt i position efter en vokal og kunne senere udvikle sig til en frikativ, fx mata > made > maðe, altså fra [t] til blødt d [ð]. De eksisterende frikativer [v], [ð] og [ɣ] kunne forsvinde i bestemte kontekster.
Derudover blev tryksvagt [a], [i] og [u] til schwa [ə], fx kasta > kaste og timi > time.
Den spirende rigsadministration, fra 1400-tallet kendt som det Tyske Kancelli, gjorde at sproget blev præget af at kancelliets skrivelser var holdt i den tids tysk eller nedertysk. Kansleren var i flere tilfælde tysk og en del af kancelliskriverne måtte kunne beherske både tysk og latin så at der på den måde indvandrede flere tyske borgere i kancelliet. Også i senmiddelalderen indvandrede eller færdedes hanseatiske købmænd og håndværkere i landet, og det satte et sprogligt præg i form af mange låneord fra nedertysk, bl.a. mange betegnelser for håndværkere.

### Nydansk (siden 1500)
Man bruger nydansk som betegnelse for sproget fra begyndelsen af reformationen. Nydansk optog en del låneord fra højtysk i forbindelse med reformationen. Omkring 1700 optog sproget flere låneord fra fransk og på det tidspunkt var ordstillingen stortset som nu. Verbernes flertalsformer forsvandt fra 1870erne. Siden har engelsk været et dominerende långivende sprog, især efter 1945.

## Skriftsprog
Det danske alfabet er en udgave af det latinske alfabet blot med tilføjelse af tre ekstra bogstaver: Æ / æ, Ø / ø, og Å / å. Disse bogstaver optræder som de tre sidste bogstaver i det danske alfabet.

### Retskrivning
Grundtrækkene i dansk retskrivning har eksisteret siden midten af 1500-tallet, hvor Christiern Pedersens bibeloversættelse fungerede som norm, men retskrivningen bliver løbende ændret. Den første officielle retskrivningsordbog udkom i 1872. Retskrivningsreformen i 1948 havde undervisningsminister Hartvig Frisch som initiativtager og afskaffede stort forbogstav i navneord og ændrede formerne kunde, skulde og vilde til kunne, skulle og ville. Desuden erstattede bogstavet Å den hidtidige stavemåde med dobbelt A (Aa/aa).
I 1955 oprettedes Dansk Sprognævn, som fastlægger en retskrivningsnorm ved udgivelsen af Retskrivningsordbogen, med hjemmel i Retskrivningsloven.

## Ord og ordforråd
De største ordbøger over dansk indeholder mere end 200000 ord. Ordforrådet kan opdeles i arveord og låneord. Arveord er de ord som har eksisteret i sproget siden urnordisk eller tidligere, og udgør næsten alle af de 100 hyppigste ord og 80% af de 500 hyppigste ord. Låneord er ord som er kommet ind i dansk via et andet sprog. Blandt de 100 hyppigste ord findes ord som blive, og blandt de hyppigste 500 ord findes faktisk, eksempel og familie. De fleste låneord i dansk er fra nedertysk. Udover lån kan ord skabes gennem orddannelse i form af sammensætning eller afledning.
Der findes en mængde ord fra latin, såsom 'institution', 'skole', 'familie', 'social', 'klasse', 'fabrik', 'maskine', og såmænd også fra græsk, såsom 'gymnasium', 'teknik', 'filosofi', 'analyse', 'akademi', 'politik', 'økonomi', og lige så vel mange orddannelser fra latin og græsk.
Engelsk har siden 1950'erne været hovedleverandør af låneord til dansk. I det 21. århundrede er sproget i mange virksomheder blevet engelsk i takt med internationaliseringen af erhvervslivet og øget anvendelse af personale fra udlandet.[kilde mangler]

## Grammatik
Den danske grammatik deles i fonologi, morfologi og syntaks med nogen overlapning. Morfologi beskriver ordets forandring, herunder dets grammatiske flektiver, mens syntaks, eller sætningslære, vedrører hvorledes ordene grupperes i det levende sprog. Dialekter har deres særegne grammatik.

### Syntaks
Dansk er i hovedsagen et SVO-sprog, dvs. subjekt, verbum og objekt i den rækkefølge. Det er et fællestræk for de germanske sprog, men stilistisk findes der en del undtagelser.

### Morfologi
Med kasussprog menes traditionelt sprog, der har mindst 3 kasus i substantivernes bøjning og mindst 4 kasus i pronominernes bøjning.
Af de nordiske sprog har færøsk og islandsk fire kasus, men dansk (eller engelsk) er ikke decideret et kasussprog - genitiv, eller ejefald er dog en slags undtagelse - men det siges godtnok at indoeuropæisk var et kasussprog. Ud over de 'traditionelle' kasus, der også findes i det tyske sprog - nominativ, akkusativ, genitiv, dativ - findes såvel adverbielle kasus, blandt andet kendt fra latin, der beskriver tid, sted og måde - mådeskasus er ablativ og instrumentalis; tidskasus er temporalis; stedskasus er lokativ. I et sprog signalerer ordets flektion en betydningsnuance. Kasus danner såvel flektiver og er, på sin egen vis, dermed en berigelse af sproget. Alternativt, og konkret i sammenhæng med oversættelse fra et kasussprog til dansk, må sådanne betydningsangivelser opnås ved en omformulering, mest enkelt som en ændret ordstilling, eller ved finurlige præpositionsled. Som et sproganalytisk værktøj kan kasus siges ikke altid at være signaleret af flektion.

#### Artiklerne
Dansk bruger to artikler, fælleskøn og intetkøn, i en bestemt og en ubestemt form:
|           | ental   | ental    | flertal          |
|           | bestemt | ubestemt | bestemt/ubestemt |
| Fælleskøn | den     | en       | de               |
| Intetkøn  | det     | et       | de               |

Den bestemte og ubestemte form er fælles for de germanske sprog,[kilde mangler] på nær islandsk, der kun har den bestemte form af artiklen.
Substantivets nominativ angives ved en affiksering af den bestemte artikel - nominativ: huset ; stamform: (et) hus - mens de vestjyske dialekter, ligesom på tysk og engelsk anvender den foranstillede artikel - das Haus, ein Haus / the house, a house.

## Fonologi
Lydsystemet for dansk har et rigt vokalinventar, hvor der skelnes mellem 16-18 forskellige vokalkvaliteter. Desuden skelnes der mellem korte, lange og stødte vokaler. Også konsonanterne har deres variation, og de danske konsonanter svækkes i stavelsesfinal position. Det gør, at der findes flere såkaldt vokoide konsonanter som i fx 'mad' ~ maæ, 'hav' ~ hau og 'mor' ~ moå. Det tryksvage e, schwa, smelter ofte sammen med nabolyde (schwa-assimilation) som derved bliver stavelsesbærende.
Den danske udtale kan være svær at håndtere for udlændinge. Velkendt er "rødgrød med fløde", en uklar grænse mellem vokaler og konsonanter som skaber lange vokaliske sekvenser, ligesom i "røget ørred".

## Dialekter, sociolekter og regionssprog
Sprogforskerne inddeler de danske dialekter i tre hovedgrupper:
- østdansk (bornholmsk og skånsk, sidstnævnte dog nu under svensk styre)
- ømål (Sjælland, Fyn og øvrige øer øst for Lillebælt)
- jysk.

De danske dialekter har ét, to eller tre grammatiske køn, og kendeordet kan være efterhængt eller foranstillet. På Færøerne findes den særlige skriftsprogsnære udtaleform gøtudansk, i Sydslesvig sydslesvigdansk.
De traditionelle dialekter er på retur og erstattes efterhånden af et landsdækkende rigsdansk, men udtalen varierer stadig i landets egne. Et kendetegn ved det vestjyske er stød, mens specielt sproget på Fyn, Lolland og Falster samt på Bornholm synes at ligne mere (d)et syngende svensk(e). Således har nogle syddanske dialekter musikalsk accent. Socialt betingede udtaleforskelle, sociolekter, er (eller var engang) mest velkendt fra Københavnerområdet - det borgerlige højkøbenhavnske, senere rigsdansk, og arbejderklassens lavkøbenhavnske, gadesproget. Sprogfællesskaber markeres af en genkendelig sprogform, det være sig i udtale eller grammatik, og medlemmer fra andre sprogfællesskaber end det danske kan så bære disse kendemærker med i deres danske sprogudtale, og det kaldes også en etnolekt. En etnolekt er en sprogstil, der er knyttet til en bestemt etnisk gruppe. Det hører alt sammen med til det levende sprog.
Dansk påvirker også andre sprog. Således findes der danske påvirkninger i de nordfrisiske dialekter i Sydslesvig (f. eks. ej og ikke ai på Mooring, ei i Fering og Öömrang og ek på Sölring, dreng dring på Fering, Öömrang og Mooring og dreeng på Sölring; ild ial på Før og Amrum, iilj i Bøkingherred). Da Gotland var dansk i årene 1361 til 1645 kom der også mange danske låneord ind i gutamålet (gutnisk). Eksempler. som findes endnu i dag, er någle (dansk nogle, svensk några), saktens (dansk sagtens, svensk nog visst) eller um en trent (dansk omtrent, svensk ungefär).